# Estación Habib Bourguiba de Monastir
La estación Habib-Bourguiba de Monastir es la principal estación ferroviaria de la ciudad de Monastir, en Túnez. Su administración está en manos de la Sociedad Nacional de Ferrocarriles de Túnez y lleva el nombre del primer presidente de Túnez, Habib Bourguiba.
Esta estación sirve como parada de los servicios de la línea Metro del Sahel, la que conecta a Monastir con las ciudades de Mahdia y Susa, además del aeropuerto internacional Habib Bourguiba. También existen algunos servicios ferroviarios a la Ciudad de Túnez, capital del país.